# Henry Thomas de la Bèche

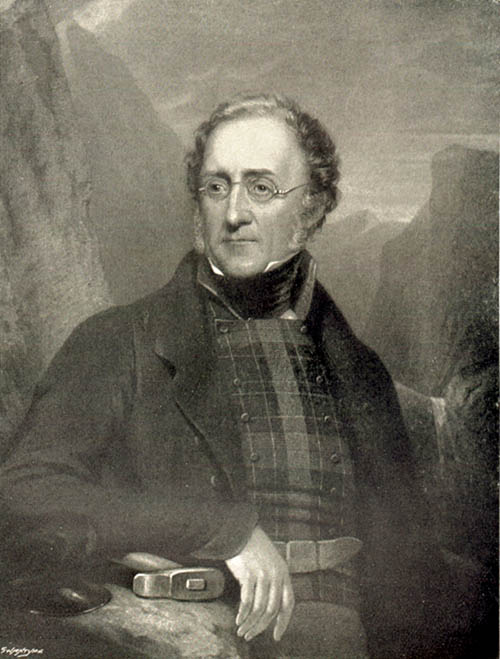
Henry Thomas de la Bèche, 1848

Sir Henry Thomas de la Bèche (* 10. Februar 1796 in London; † 13. April 1855 ebenda) war ein englischer Geologe.

## Leben und Werk
De la Bèche studierte nach seinem Militärdienst Geologie und machte 1819 eine geologische Reise durch die Schweiz und Italien. Im selben Jahr wurde er Mitglied der Royal Society.
Zusammen mit William Daniel Conybeare führte er geologische Untersuchungen in England durch, wobei er unter anderem einen Plesiosaurier entdeckte. 1819 führte er auf Grund seiner Forschung im Genfersee den Begriff der Thermokline als Temperatursprungschicht in einem geschichteten See in die wissenschaftliche Fachsprache ein. 1825 bereiste er Jamaika und untersuchte die geognostische Struktur der Insel.
Henry Thomas de la Bèche stellte geognostische Karten her und gründete das Museum of Practical Geology in London. England verdankt ihm eine genaue geologische Erforschung und Beschreibung des Landes, die er zum großen Teil auf eigene Kosten betrieb. Als erster Direktor des von ihm 1835 gegründeten „Geological Survey of Great Britain“ (heute British Geological Survey), des ersten nationalen Geologischen Dienstes, arbeitete er im Auftrag der Regierung.
1848 wurde er als Knight Bachelor in den Adelsstand erhoben. 1849 wurde er in die American Academy of Arts and Sciences und 1853 in die Académie des sciences in Paris gewählt. Kurz vor seinem Tod wurde ihm die Wollaston-Medaille für besondere Leistungen im Bereich der Geologie verliehen. Seit 1971 ist er Namensgeber für den Gebirgskamm Beche Blade in der Antarktis.

## Duria Antiquior

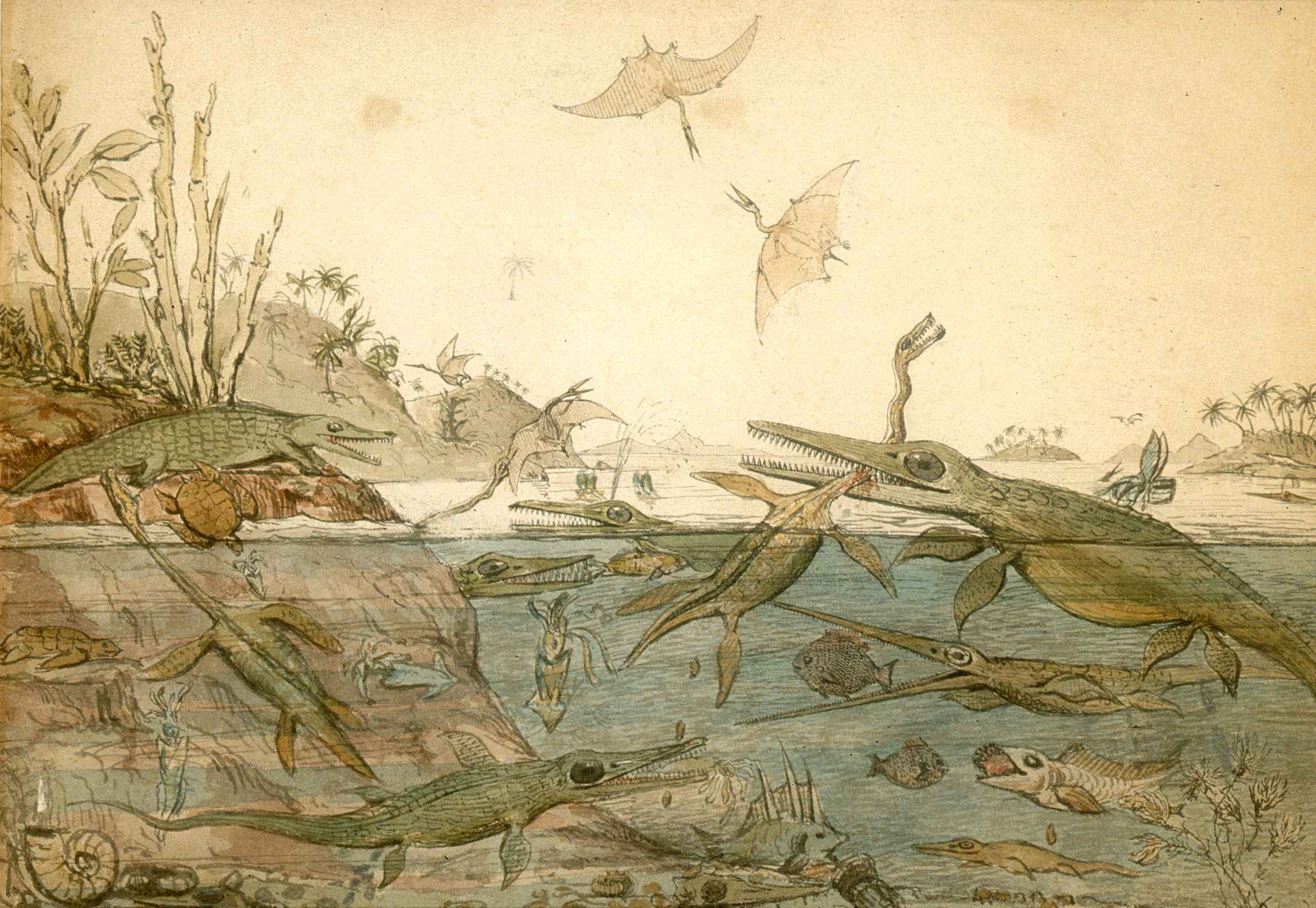
Duria Antiquior rekonstruiert das Liasmeer von Lyme Regis. Im Zentrum steht der Kampf des an seinem langen Hals erkennbaren Plesiosaurus gegen einen Ichthyosaurus. Die Flugsaurier werden in der Art der ersten unzureichenden Lebendrekonstruktionen mit fledermausähnlichen Flügeln dargestellt

1830 malte de la Bèche das Aquarell Duria Antiquior - A more Ancient Dorset („Vorzeitliches Dorset“). Es ist die erste Rekonstruktion eines fossilen Lebensraums in seiner Gesamtheit, hier der Unterjura der südenglischen Grafschaft Dorset, mit dem Zusammenspiel seiner verschiedenen Elemente von Fauna und Flora (Paläoökologie). Das Bild zirkulierte im viktorianischen England in zahlreichen legalen und illegalen lithographierten Kopien und diente beinahe allen Malern als Vorlage für die Darstellungen vorzeitlicher Landschaften und ihrer Lebewelt.
Im Zentrum der Szene stehen miteinander kämpfende Plesiosaurus und Ichthyosaurus mit darüber kreisenden Flugsauriern (Dimorphodon macronyx, ursprünglich als Pterodactylus macronyx beschrieben). Die Rekonstruktion dieser Tiere geht auf die drei bemerkenswertesten Funde der professionellen Fossiliensammlerin Mary Anning (1799–1847) aus Lyme Regis in Dorset zurück. Henry de la Bèche, der seine Kindheit in Lyme Regis verbracht hatte, verkaufte Kopien seines Gemäldes, um mit dem Erlös die verarmte Anning zu unterstützen, der die britische Geologie viel zu verdanken hatte.
Er rekonstruierte die Tiere nach dem damaligen wissenschaftlichen Vorstellungen, dennoch ist die Darstellung durch eine humoristische Übertreibung gekennzeichnet: Die meisten der nach Art eines Menageriebildes auf unnatürlich kleinem Raum zusammengedrängten Tiere fressen oder werden gefressen, einige geben Kot ab – ein Detail, das bei den Kopien oft ausgelassen wurde. Das Gemälde fand schon früh auch im deutschsprachigen Raum Beachtung, bereits im Februar 1831 stellte der preußische Geologe Leopold von Buch Duria Antiquior in Berlin der Öffentlichkeit vor. Aus dem Manuskript des Vortrags lässt sich entnehmen, dass diese Illustration mit ihrem Erscheinen im 19. Jahrhundert neue Fragen zu den Prozessen erdgeschichtlicher Veränderungen aufgeworfen hat.

## Schriften
- Geological notes. Treuttel & Würtz u. a., London 1830, (Digitalisat).
- Sections & views, Illustrative of geological phænomena. Treuttel & Würtz u. a., London u. a. 1830, (Digitalisat).
- A Geological manual. Treuttel & Würtz u. a., London u. a. 1831, (deutsch von Heinrich von Dechen: Handbuch der Geognosie. Nach der 2. Auflage des englischen Originals bearbeitet. Duncker und Humblot, Berlin 1832, Digitalisat).
- Researches in theoretical geology. Knight, London 1834, (deutsch von Carl Hartmann: Untersuchungen über theoretische Geologie. Basse, Quedlinburg u. a. 1836, Digitalisat).
- How to observe. Geology. Knight, London 1835, (Digitalisat).
- The Geological observer. Longman, Brown, Green, and Longmans, London 1851, (deutsch von Ernst Dieffenbach: Vorschule der Geologie. Frei mit Zusätzen bearbeitet. Vieweg und Sohn, Braunschweig 1852, Digitalisat).